# 18-as busz (Kecskemét)
A kecskeméti 470-es (korábban: 18-as) jelzésű autóbusz a Széchenyi tér és a Köztemető II. kapu között közlekedett. A viszonylatot a Kecskeméti Közlekedési Központ megrendelésére az Inter Tan-Ker Zrt. üzemeltette. A járat 2025. július 1-jén megszűnt és be lett olvasztva a 471-es (korábban: 20H) járatba.

## Útvonala
| Köztemető II. kapu felé | Széchenyi tér felé |
| --- | --- |
| Széchenyi tér vá. – Szilády Károly körút – Kölcsey utca – Dobó István körút – Batthyány utca – Katona József tér – Csányi János körút – Rákóczi út – Bethlen körút – Ceglédi út – Mátyás király körút – Czollner köz – Köztemető II. kapu vá. | Köztemető II. kapu vá. – Czollner köz – Liszt Ferenc utca – Ceglédi út – Bethlen körút – Rákóczi út – Koháry István körút – Hornyik János körút – Széchenyi tér vá. |

## Megállóhelyei
| 0  | Széchenyi tér végállomás                    | 12 | 2, 2A, 2D, 2S, 3, 3A, 4, 4A, 4C, 5, 6, 7, 7C, 9, 10, 11, 11A, 12, 13, 13K, 14, 16, 20, 20H, 23, 28, 29, 34A, 169, 916                                                          |
| 3  | Katona József Színház                       | ∫  | 1, 2, 2A, 2D, 2S, 3, 3A, 4, 4A, 4C, 6, 7, 7C, 11, 11A, 12, 13, 13K, 15, 19, 20H, 23, 28, 32 Helyközi buszok                                                                    |
| 5  | Cifrapalota                                 | 9  | 1, 2D, 2S, 4, 4A, 4C, 7, 7C, 12, 15, 19, 20H, 23, 32 Helyközi buszok |
| 7  | Bethlen körút                               | 7  | 20H, 22, 23 Helyközi buszok Távolsági járatok Vasútállomás: 1, 2D, 2S, 7, 7C, 12D, 15, 19, 21, 21D, 22, 25, 32 S210 S220 sebesvonat, gyorsvonat, InterRégió, IC, expresszvonat |
| 8  | Ceglédi úti Óvoda                           | 5  | 12D, 20H, 23 |
| 9  | BARNEVÁL                                    | 4  | 12D, 20H, 23 Helyközi buszok |
| 11 | Palota utca                                 | ∫  | 20H |
| ∫  | Serleg utca                                 | 3  | 12D, 20H |
| ∫  | Természet Háza                              | 2  | 12D, 20H |
| 12 | Mátyás király körút 43. (↓) Hunyadi ABC (↑) | 1  | 12D, 12, 20H |
| 13 | Köztemető II. kapu végállomás               | 0  | 20H |